# Władisław Artiemjew
Władisław Michajłowicz Artiemjew (ros. Владислав Михайлович Артемьев, ur. 5 marca 1998 w Omsku) – rosyjski szachista, arcymistrz od 2014 roku.

## Kariera szachowa
Wielokrotnie reprezentował Rosję w mistrzostwach świata i Europy juniorów, w 2011 r. zdobywając w Albenie brązowy medal mistrzostw Europy do 14 lat. Dwukrotnie uczestniczył w szachowych olimpiadach juniorów do 16 lat, wspólnie z drużyną zdobywając dwa medale: złoty (2012) oraz srebrny (2013). Był również wielokrotnym medalistą mistrzostw Rosji juniorów, m.in. złotym w kategorii do 21 lat (2013).
Normy na tytuł arcymistrza wypełnił w latach 2011 (w Tiumeni, I m.), 2012 (w Pawłodarze) oraz 2014 (w Erywaniu). Do innych jego sukcesów w turniejach międzynarodowych należą m.in. dz. I m. w Tiumeni (2012, wspólnie z Michaiłem Brodskim i Pawłem Kocurem), dz. I m. w Kiriszy (2012, wspólnie z Władimirem Biełousem), I m. w Kiriszy (2013), I m. w Moskwie (2014, turniej Moscow Open–F) oraz dz. I m. w Taszkencie (2015, memoriał Gieorgija Agzamowa, wspólnie z Władysławem Tkaczewem).
Najwyższy ranking w dotychczasowej karierze osiągnął 1 czerwca 2019 r., z wynikiem 2761 punktów zajmował wówczas 10. miejsce na światowej liście FIDE, jednocześnie zajmując 3. miejsce wśród rosyjskich szachistów.